# 19才 (スガシカオの曲)
「19才」（じゅうきゅうさい）は、スガシカオの19枚目のシングル。2006年4月26日発売。

## 解説
- 「初回生産限定盤（DVD付）」「初回生産限定盤（「xxxHOLiC」Special Edition）」「通常盤」の3種が同時リリースされた。
- 初回生産限定盤には、2005年に行われた完全招待制のライブのドキュメントとダイジェスト映像を収録したDVDが付く。
- 「xxxHOLiC」Special Editionは、Production I.Gによる描き下ろしアニメジャケット仕様と、エンハンスト仕様で「xxxHOLiC」宣伝用映像を収録。

## 収録曲
（全作詞・作曲・編曲：スガシカオ）
1. 19才
  - TBS系アニメ『xxxHOLiC』オープニングテーマ
  - スガが大学に落ちて苦い恋愛体験をした19歳の時の気持ちを書いた[1]。
  - ビデオクリップには、モザイクがかかっていたり、オナニーシーンがあったり、蝶を玩んだりする内容だったため、放送された際には、過激と判断された該当部分を放送しない措置がとられていたが、公的機関からの指導により発売禁止となり、長く商品化は実現していなかったが、『THE BEST MUSIC CLIPS OF SUGA SHIKAO 2004-2011』に収録された。
  - ビデオクリップの最後に「1985年 19才」というテロップが出ることについて、スガは「あれは監督が勝手に入れたんだって」と述べた[1]。
  - 本人としては一番お気に入りのビデオクリップらしく、2007年2月1日放映のテレビ神奈川の『saku saku』では「お気に入りPVランキング」の1位に据えようとしたが、実際にそのPVを放映・紹介する企画だったために、「19才」には大きな×をつけて代わりに近い時期リリースした「奇跡」を据えた。
2. ホームにて
3. サナギ〜theme from xxxHOLiC the movie〜 GOTA REMIX
  - アルバム『TIME』収録曲をアレンジしたもの。

## 収録アルバム
- PARADE (#1)
- ALL SINGLES BEST (#1)
- SugarlessII (#2)
- BEST HIT!! SUGA SHIKAO -2003〜2011- (#1,2)